# Escitalopram
El escitalopram es un antidepresivo perteneciente al grupo de los inhibidores selectivos de la recaptación de serotonina (ISRS), por lo que está emparentado con otros fármacos de este grupo, con los que comparte muchas características, tales como la fluoxetina y la paroxetina. Se trata del enantiómero S del citalopram racémico.
Se utiliza para el tratamiento de la depresión y trastornos del espectro ansioso, tales como el trastorno de pánico, trastorno de ansiedad generalizada, los ataques de angustia y la fobia social. También puede utilizarse para tratar el trastorno obsesivo-compulsivo, el síndrome disfórico premenstrual y el trastorno por estrés postraumático.
La dosis habitual es 10 mg diarios, pero puede oscilar entre 5 y 20 mg.

## Historia
El escitalopram fue desarrollado en conjunto por los laboratorios Lundbeck y Forest. Su desarrollo se inició en el verano de 1997, logrando su elaboración y solicitud de aprobación por la FDA de Estados Unidos en marzo de 2001. El corto período de desarrollo (3 años y medio) puede atribuirse a la extensa experiencia de Lundbeck y Forest en el desarrollo del citalopram, el cual tiene una farmacología similar.

## Farmacocinética
Absorción: Biodisponibilidad: (IV) [80%]. Oral (Tmax: 5 h). Los alimentos no modifican sus efectos. Distribución: Vd alrededor de 12 L / kg. Unión a proteínas: 56% Metabolismo: P450 CYP3A4 y CYP2C19; N-desmetilación. Metabolitos: S-demetillcitalopram (S-DCT) y S-didemetilcitalopram (SDDCT) Excreción: Renal 10% como S-DCT, 8% sin cambios. Eliminación: 27 h a 32 h (media). En ancianos: aumento de un 50%[cita requerida]

## Mecanismo de acción
Tiene efectos antidepresivos debido a la inhibición de la recaptación de serotonina (5-HT) en las neuronas serotonérgicas mediante la unión al transportador de serotonina, lo que da como resultado una mayor disponibilidad sináptica de 5-HT.[cita requerida]

## Nombres comerciales
- Ipran
- Heipram
- Lexapro
- Lextor[cita requerida]

## Escitalopram en el tratamiento del trastorno de ansiedad social
El escitalopram es el antidepresivo más selectivo de los ISRS; un metaanálisis demostró consistentemente una mayor eficacia en todas las dosis (5,10 y 20 mg/día), en comparación con un placebo. Además, demostró un perfil de tolerabilidad favorable con base en retiros del tratamiento debido a efectos adversos. Estos resultados sugieren que el escitalopram tiene una buena relación riesgo-beneficio.[cita requerida]

## Efectos adversos y contraindicaciones
En general, el escitalopram produce efectos secundarios de carácter leve que suelen desaparecer de forma progresiva en el transcurso de varias semanas. Sin embargo, alguno de los efectos secundarios pueden ser permanentes, por lo que el paciente debe estar bien informado y valorar el riesgo que supone la administración del medicamento. En cualquier caso, y siempre bajo supervisión médica, conviene evitar su uso cuando existe epilepsia inestable, no debe interrumpirse bruscamente el tratamiento ni modificar la pauta de administración y se suspenderá si aparecen convulsiones.
Algunos de los efectos secundarios más frecuentes son: disminución del libido y alteraciones de la eyaculación, insomnio nocturno, somnolencia diurna, molestias intestinales, sequedad bucal, hipotensión postural, ansiedad paradójica, náuseas, vómitos, sudoración, temblor, diarrea, dispepsia, astenia, mialgias, erupción cutánea y aumento de peso. Se han reportado casos de efectos secundarios permanentes con un notable impacto en la vida de los pacientes. Algunos efectos secundarios pueden tardar años en desaparecer o incluso ser persistentes.
  «Hay que tener en cuenta que el paciente no nota el efecto antidepresivo hasta transcurridos unos quince días, en tanto que los efectos negativos son instantáneos, aunque llevaderos. Las primeras semanas, por lo tanto, el balance es negativo. Pero dicho balance se invierte claramente en 15 o 20 días, en que los efectos secundarios van a menos.»

### Síntomas de discontinuación
La discontinuación del escitalopram, particularmente si es abrupta, puede causar algunos síntomas de abstinencia como sensación de "golpes eléctricos" (también conocido como "zapeo"), mareos, depresión aguda e irritabilidad, aspectos de control vesical, tanto como una sensación aumentada de acatisia.

## Embarazo
Los estudios realizados en animales han revelado efectos adversos en el feto (teratogénicos). (Categoría de Embarazo de la Administración de Drogas y Alimentos de los EE. UU .: Categoría C).
Atraviesa la placenta. Usar escitalopram con precaución durante el embarazo, considerando tanto el riesgo potencial de tomar escitalopram, junto con los beneficios establecidos de tratar la depresión.
Algunos síntomas en los neonatos pueden ser: dificultad respiratoria, cianosis, convulsiones, inestabilidad de la temperatura, dificultad para alimentarse, vómitos, hipoglucemia, hipo o hipertonía, hiperreflexia, temblor, llanto constante e irritabilidad consistentes.

## Uso durante la lactancia
Aunque la información es limitada, esta indica que dosis maternas de hasta 20 mg diarios producen bajos niveles en la leche materna, por lo que no se espera ningún efecto adverso en los lactantes amamantados.
Si en periodo de lactancia la madre requiere tratamiento con escitalopram, no hay razón parea interrumpir la lactancia.[cita requerida]